# المشروع (إب)

تعديل مصدري - تعديل

المشروع  إحدى حارات مدينة القاعدة بمحافظة إب، بلغ تعداد سكانها 817 نسمة حسب تعداد اليمن لعام 2004.